# Daniel Manouchehri
Manouchehr Daniel Manouchehri Moghadam Kashan Lobos (Viena, Austria, 25 de mayo de 1984) es un abogado  chileno, militante del Partido Socialista (PS). Desde marzo de 2022 ejerce como diputado por el Distrito 5 de la Región de Coquimbo. Ha sido mencionado por algunos líderes como un posible candidato presidencial en las elecciones del 2025. 

## Biografía

### Estudios y vida laboral
Cursó sus estudios de educación básica y media en el colegio subvencionado Colegio Bernardo O'Higgins, de Coquimbo, del que egresó el año 2003. Luego estudió Derecho en la Universidad Diego Portales y en la Universidad del Mar, donde se licenció en Ciencias Jurídicas. Juró como abogado ante la Corte Suprema de Justicia el 19 de noviembre de 2014. Entre los años 2014 y 2015 cursó un máster en Gestión de la Comunicación Política y Electoral, en la Universidad Autónoma de Barcelona.
En el ámbito profesional, se desempeñó en comunicación estratégica y social media y en el ejercicio libre de la profesión de abogado. Fue columnista en diversos medios.
Ha sido empresario en materia de comunicación digital, abogado, y también fue dueño de la agencia de representación de futbolistas MMK Soccer.En su juventud trabajó incluso vendiendo helados. 

## Carrera política
Ha tenido una destacada carrera como dirigente estudiantil y político. Luego de la muerte de su abuelo, interrumpe su carrera como deportista, para involucrarse en el mundo de lo publico. A muy temprana edad, el año 1999 fue presidente del Centro de Alumnos de su colegio y uno de los fundadores de la Federación de Estudiantes Secundarios de Coquimbo. Ese mismo año ingresó a la Juventud Socialista, siendo también encargado juvenil del candidato presidencial Ricardo Lagos Escobar en la comuna de Coquimbo.  
En el año 2001 es elegido presidente del Parlamento Juvenil de Chile. Ese mismo año lideró el denominado Mochilazo, protesta de carácter estudiantil, uno de los antecedentes de la “Revolución Pingüina” de 2006. A juicio de muchos historiadores, esta en su momento fue la movilización más masiva desde el retorno a la democracia.  
En 2005 fue coordinador nacional del Comando de Jóvenes por la candidatura presidencial de Michelle Bachelet. En esta campaña sobrevivió a un accidente automovilístico, cuando el bus donde venían junto a la banda Saiko desde Temuco, cayó del puente Maipo luego de chocar de frente con un camión.
Fue vicepresidente de la Juventud del PS y vicepresidente Mundial de la Unión Internacional de Jóvenes Sociales IUSY, en la mesa que fue presidida por Jacinda Arden. En 2012 fue vicepresidente nacional del Partido Socialista.
En 2009 intentó llegar a la Cámara de Diputados siendo candidato por el Distrito 8 de Coquimbo, Ovalle y Río Hurtado. Obtuvo una votación alta pero no le alcanzó para vencer al sistema binominal. En 2013 postuló nuevamente al Congreso, pero su candidatura no recibió apoyo luego de que la Nueva Mayoría cambiara su postulación por la del comunista Daniel Núñez, en una polémica negociación que involucró a Víctor Manuel Rebolledo.
Para las elecciones parlamentarias de 2021 fue inscrito como candidato a diputado para el Distrito 5, de comunas de Andacollo, Canela, Combarbalá, Coquimbo, Illapel, La Higuera, La Serena, Los Vilos, Monte Patria, Ovalle, Paiguano, Punitaqui, Río Hurtado, Salamanca y Vicuña, en la coalición Nuevo Pacto Social. Fue electo con 12.292 votos, correspondientes al 5,19% del total de los sufragios válidamente emitidos, representando la 3era mayoría individual dentro de 67 candidatos que compitieron. 
El marzo de 2023 fue elegido como jefe de la bancada de diputados del Partido Socialista. 
Ha jugado un rol importante en el Caso Hermosilla, siendo presidente de la comisión investigadora. Junto a la diputada Daniella Cicardini fueron los únicos parlamentarios que se sumaron a la primera demanda contra el abogado.

### Familia
Es hijo de Manouchehr Manouchehri Moghadam Kashan, de origen iraní, y de la chilena María Lobos Inzunza. Es hermano de Alí Manouchehri, exfutbolista y alcalde de Coquimbo desde 2021. También es sobrino de Marta Lobos Inzunza, exconcejal y exalcaldesa de Ovalle, quien a su vez es esposa del exdiputado socialista Francisco Encina.
Nació en Viena, Austria, mientras su familia se encontraba en el exilio debido a la dictadura militar en Chile. Regresó al país cuando tenía un poco más de dos años, radicándose en la ciudad de Coquimbo. 
Al igual que su hermano, jugó fútbol siendo parte de la sub-17 de Coquimbo Unido. Se retiró de la actividad tras la muerte de su abuelo materno, Manuel Lobos.
Está divorciado y es padre de dos hijos.

## Historial electoral

### Elecciones parlamentarias de 2009
- Elecciones parlamentarias de 2009, candidato a diputado por el distrito 8 (Coquimbo, Ovalle y Río Hurtado)

| Candidato                                | Pacto                          | Partido | Votos  | %     | Resultado |
| ---------------------------------------- | ------------------------------ | ------- | ------ | ----- | --------- |
| Matías Walker Prieto                     | Concertación y Juntos podemos  | DC      | 28 948 | 27,21 | Diputado  |
| Pedro Velásquez Seguel                   | Independiente (Fuera de Pacto) | IND     | 25 919 | 24,37 | Diputado  |
| Susana Verdugo Baraona                   | Coalición por el Cambio        | UDI     | 18 936 | 17,80 |           |
| Daniel Manouchehri Moghadam Kashan Lobos | Concertación y Juntos podemos  | PS      | 14 753 | 13,87 |           |
| Miguel Alvarado Ramírez                  | Nueva Mayoría para Chile       | ILC     | 6794   | 6,39  |           |
| Adriana Peñafiel Villafañe               | Coalición por el Cambio        | CH1     | 4915   | 4,62  |           |
| Ana Victoria Durruty Corral              | Chile Limpio. Vote Feliz       | ILD     | 2731   | 2,57  |           |
| Felipe Álamo Barrios                     | Chile limpio Vote Feliz        | ILD     | 2471   | 2,32  |           |
| Tirso González Alquinta                  | Nueva Mayoría para Chile       | ILC     | 905    | 0,85  |           |

### Elecciones parlamentarias de 2021
- Elecciones parlamentarias de 2021 para el Distrito 5 (Andacollo, Canela, Combarbalá, Coquimbo, Illapel, La Higuera, La Serena, Los Vilos, Monte Patria, Ovalle, Paihuano, Punitaqui, Río Hurtado, Salamanca y Vicuña)

| Candidato                                | Pacto                    | Partido | Votos  | %    | Resultado |
| ---------------------------------------- | ------------------------ | ------- | ------ | ---- | --------- |
| Marco Sulantay Olivares                  | Chile Podemos Más        | UDI     | 18 227 | 7.70 | Diputado  |
| Nathalie Castillo Rojas                  | Apruebo Dignidad         | PCCh    | 12 305 | 5.20 | Diputada  |
| Daniel Manouchehri Moghadam Kashan Lobos | Nuevo Pacto Social       | PS      | 12 293 | 5.19 | Diputado  |
| Carolina Tello Rojas                     | Apruebo Dignidad         | PCCh    | 12 218 | 5.16 | Diputada  |
| Ricardo Cifuentes Lillo                  | Nuevo Pacto Social       | PDC     | 11 436 | 4.83 | Diputado  |
| Pablo Yáñez Pizarro                      | Nuevo Pacto Social       | PDC     | 10 630 | 4.49 |           |
| Juan Manuel Fuenzalida Cobo              | Chile Podemos Más        | UDI     | 9237   | 3.90 | Diputado  |
| Víctor Pino Fuentes                      | Partido de la Gente      | PDG     | 9262   | 3.91 | Diputado  |
| Víctor Hugo Castañeda Vargas             | Chile Podemos Más        | IND-UDI | 9118   | 3.85 |           |
| Felipe Cárcamo Moreno                    | Apruebo Dignidad         | CS      | 7998   | 3.38 |           |
| Ingrid Marín Ramos                       | Partido de la Gente      | PDG     | 6924   | 2.92 |           |
| Marjorie Araya Robles                    | Partido de la Gente      | PDG     | 6739   | 2.85 |           |
| Andrés Guerra Vega                       | Frente Social Cristiano  | PRCh    | 5882   | 2.48 |           |
| Carolina Downey Díaz                     | Partido de la Gente      | PDG     | 5840   | 2.47 |           |
| María Paz Rojas Orrego                   | Nuevo Pacto Social       | IND-PPD | 5636   | 2.38 |           |
| Gonzalo Chacón Larrain                   | Chile Podemos Más        | RN      | 4788   | 2.02 |           |
| Claudia Valenzuela Torres                | Partido Ecologista Verde | PEV     | 4788   | 2.02 |           |
| Francisco Eguiguren Correa               | Chile Podemos Más        | RN      | 3570   | 1.51 |           |